# Sarcostemma madagascariense
Sarcostemma madagascariense är en oleanderväxtart som beskrevs av Descoings. Sarcostemma madagascariense ingår i släktet Sarcostemma och familjen oleanderväxter. Inga underarter finns listade i Catalogue of Life.